# جائزة الكرة الذهبية 2025
جائزة الكرة الذهبية لعام 2025 هي جائزة تقدم في الحفل السنوي التاسع والستين لجائزة الكرة الذهبية من قبل مجلة فرانس فوتبول، لتكريم أفضل لاعبي كرة القدم في العالم في موسم 2024-2025. وللمرة الرابعة في تاريخ الجائزة، سيتم منحها بناءً على نتائج الموسم بدلاً من نتائج العام التقويمي. والمتمثلة من 1 أغسطس 2024 إلى 31 يوليو 2025. ،سيقام الحفل في 22 سبتمبر 2025 ومن المقرر الإعلان عن المرشحين في أغسطس 2025.

## جائزة الكرة الذهبية
من المقرر الإعلان عن المرشحين للجائزة في أغسطس 2025.  

## جائزة الكرة الذهبية للسيدات
من المقرر الإعلان عن المرشحين للجائزة في أغسطس 2025.  

## جائزة كوبا
من المقرر الإعلان عن المرشحين للجائزة في أغسطس 2025.  

## جائزة ياشين
من المقرر الإعلان عن المرشحين للجائزة في أغسطس 2025.  

## جائزة غيرد مولر
من المقرر الإعلان عن المرشحين للجائزة في أغسطس 2025.  

## جائزة سقراط
من المقرر الإعلان عن المرشحين للجائزة في أغسطس 2025.  

## نادي العام للرجال
من المقرر الإعلان عن المرشحين للجائزة في أغسطس 2025.  

## نادي العام للسيدات
من المقرر الإعلان عن المرشحين للجائزة في أغسطس 2025.  

## مدرب العام للرجال
من المقرر الإعلان عن المرشحين للجائزة في أغسطس 2025.  

## مدرب العام للسيدات
من المقرر الإعلان عن المرشحين للجائزة في أغسطس 2025.  